# Giovanni Giacomo Schiaffinati
Giovanni Giacomo Schiaffinati (Milán, 10 de septiembre de 1451-Roma, 9 de diciembre de 1497) fue un prelado italiano, obispo y cardenal. 

## Biografía
Hijo de Tonello Schiaffinati, noble milanés, tuvo al menos tres hermanos: Gabriele, que fue obispo de Gap; Filippo, caballero de San Juan de Jerusalén, y Andrea. 
Camarero del papa Sixto IV y canónigo de la Basílica Vaticana, en 1482 fue nombrado obispo de Parma, aunque no residió en su diócesis sino en Roma: durante los primeros años de su episcopado, su hermano Gabriele ofició como su vicario, después lo fue Giovanni de Visitanti.
Fue creado cardenal en el consistorio del 15 de noviembre de 1483, recibiendo el título de San Esteban en Monte Celio, que un año después cambió por el de Santa Cecilia.
Participó en el cónclave de 1484 en el que fue elegido papa Inocencio VIII y en el de 1492 en que lo fue Alejandro VI.  
En distintos periodos de su vida fue abad comendatario de los monasterios de Ripolta,  San Nazario en Novara, San Dionisio en Milán, y San Pedro en Porto.
En octubre de 1497 cayó enfermo de fiebres en su villa de Falere, cerca de Viterbo; trasladado a Roma, murió en diciembre a los 47 años de edad.  Fue sepultado en el claustro de la iglesia de Sant'Agostino de Roma, donde su hermano Filippo mandó erigir un monumento fúnebre en su honor.

## Referencias

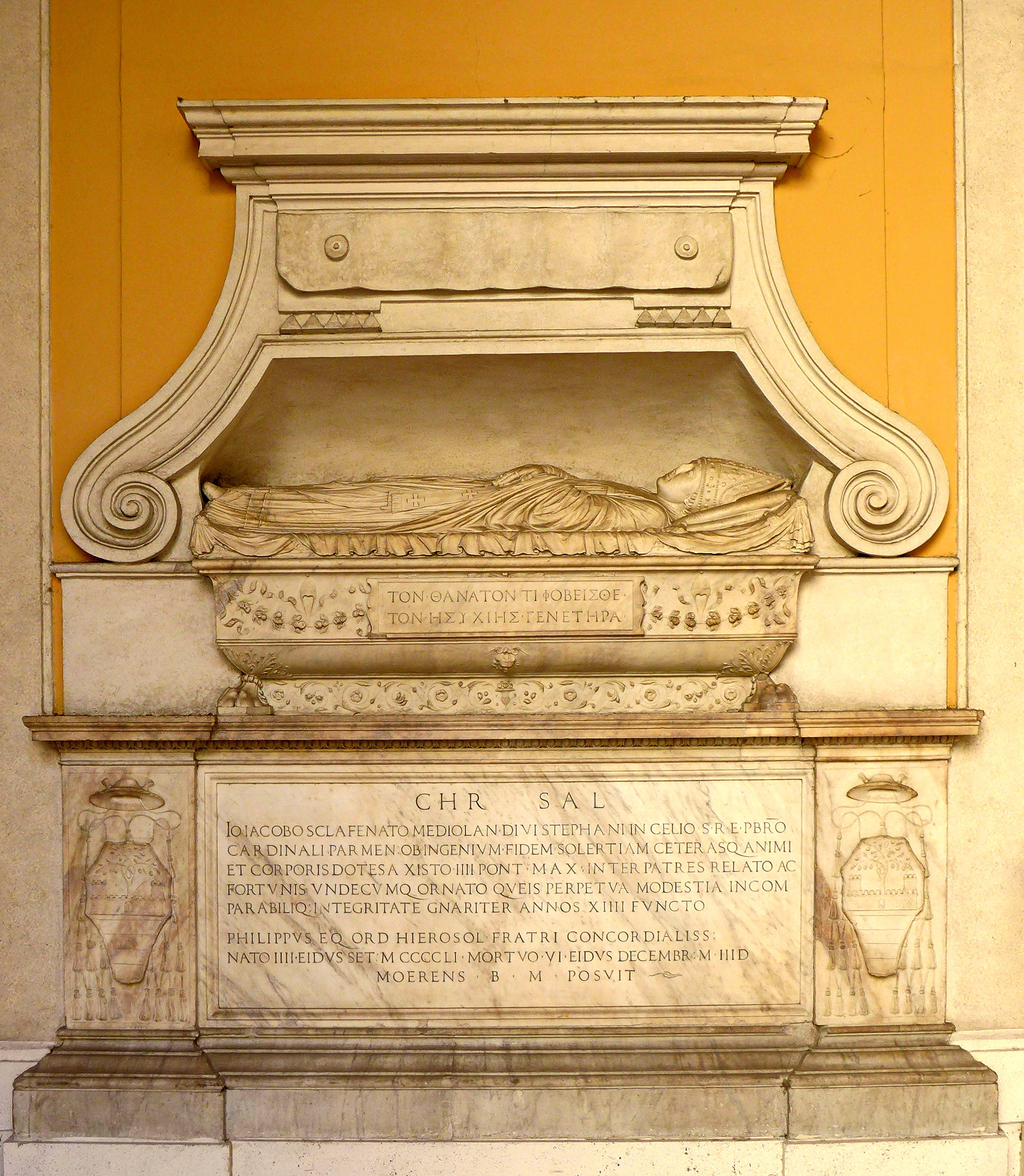
Sepultura del cardenal en Sant'Agostino de Roma.